# Charlas Linguísticas
Charlas Linguísticas foi um programa quinzenal da RTP, apresentado pelo Padre Raul Machado, exibida entre 1958 e 1961, sobre língua portuguesa.
O programa tornou-se célebre, não só por ter sido o primeiro programa da televisão portuguesa sobre língua portuguesa, como também pela forma de comunicar do apresentador, através da utilização de uma linguagem simples para os telespetadores.
O sucesso do programa motivou a edição de um livro com o mesmo nome, em 1960, reunindo os conteúdos abordados no mesmo.